# ジェラルド・マーナン
ジェラルド・マーナン（英語：Gerald Murnane、1939年2月25日 - ) はオーストラリアの小説家。ジェラルド・マーネインとも。
小説『The plains』などで知られる。 ニューヨーク・タイムズは 2018年3月27日付けの特集で「最も優れた無名の英文作家」と評した。

## 略歴
メルボルン近郊のビクトリア州コーバーグ (ビクトリア州)に生まれ、その生涯のほとんどを同地で過ごした。1956年、マルバーンのデ・ラ・サール・カレッジを卒業。
1957年、ローマ・カトリックの司祭になるため修行を始めた。その後断念し、小学校教員となった(1960年-1968年)。1966年に結婚。3子をもうけた。また、ビクトリアレーシングクラブの騎手学校でも教鞭をとった。1969年、ビクトリア大学にて文学士号を取得。その後ビクトリア州教育局に勤務した。1980年からは様々な高等教育機関で文芸創作を教えた。

## 著作
マーナンの処女作『Tamarisk Row』（1974年）と2作目『A Lifetime on Clouds』（1976年）は、彼の子供時代と青春時代を綴った半自伝的作品である。長編であるものの、正しい文法にかなった文章となっている。

1982年、短編小説『The Plains』を執筆し彼の作風を確立した。この小説は、中央平地を旅する無名の映画監督を描いた作品である。この小説は寓話であるといわれている。外見と現実に関する形而上学的なたとえ話であると同時に、伝統と文化的視野に関するパロディ的な考察でもある。小説冒頭では、語り手が次のように示唆する：
20年前、初めて平原に来たとき、私は目を見開き、風景に隠された精巧な暗示を探した。
平原への旅は、その後私が語ったよりもずっと苦ではなかった。その瞬間、私自身オーストラリアにいたのかは定かではない。しかし、周囲の平原が自分だけが解釈できる場所に思えた日々の連続は、はっきりと覚えている。
その後、『Landscape With Landscape』（1985年）、『Inland』（1988年）、『Velvet Waters』（1990年）、『Emerald Blue』（1995年）と執筆する。2005年にはエッセイ集『Invisible Yet Enduring Lilacs』が刊行された。これらの本はすべて、記憶・イメージ・風景、フィクション・ノンフィクションの関係にまつわる内容となっている。
2009年、マーナンは10年以上ぶりとなるフィクション作品『Barley Patch』を発表した。2012年には『A History of Books』、2014年には『A Million Windows』を発表した。
2018年6月、マーナンの自伝的小説『Border Districts』がマイルズ・フランクリン賞の最終候補になった。
専らオーストラリア国内で著名な作家であるマーナンだが、アメリカ、スウェーデン、ドイツなどの国々にもファンが存在する。2017年7月から8月にかけて、『The Plains』は南西ドイツ放送（SWR2）の推薦図書第1位となった。マーナンの作品は、英語のほかイタリア語、ドイツ語、スペイン語、カタルーニャ語、スウェーデン語で出版されている。

## 受賞歴
- The Patrick White Award (1999).
- A Special Award in the New South Wales Premier's Literary Awards (2007).
- The Australia Council emeritus award (2008).
- The Melbourne Prize for Literature (2009)
- The Adelaide Festival Awards for Literature 2010 Award for Innovation in Writing
- A Million Windows short-listed for the New South Wales Premier's Literary Awards Christina Stead Award for Fiction (2015)
- Victorian Premier's Literary Award for Non-Fiction, 2016[6]
- Prime Minister's Literary Awards for Fiction, for Border Districts, 2018.[7]
- NSW Premier's Literary Awards, shortlisted: Christina Stead Prize for Fiction for Border Districts, 2019[8]

## 書誌情報

### 小説
- (1974) Tamarisk Row. William Heinemann Australia, Melbourne.
- (1976) A Lifetime on Clouds. William Heinemann Australia, Melbourne.
- (1982) The Plains. Norstrilia Press, Melbourne.
- (1988) Inland. William Heinemann Australia, Melbourne.
- (1995) Emerald Blue. McPhee Gribble, Melbourne.
- (2009) Barley Patch. Giramondo Publishing Company, Sydney.
- (2012) A History of Books. Giramondo Publishing Company, Sydney.
- (2014) A Million Windows. Giramondo Publishing Company, Sydney.
- (2017) Border Districts. Giramondo Publishing Company, Sydney.
- (2019) A Season on Earth. Text Publishing, Melbourne. Unabridged edition of A Lifetime on Clouds[9]

### 短編集
- (1985) Landscape with Landscape. Norstrilia Press, Melbourne.
- (1990) Velvet Waters. McPhee Gribble, Melbourne.
- (2018) Collected Short Fiction. Giramondo Publishing Company, Sydney. Simultaneous release in the US as Stream System: The Collected Short Fiction of Gerald Murnane. New York: Farrar, Strauss, & Giroux. ISBN 9780374126001

### エッセイ集
- (2005) Invisible Yet Enduring Lilacs. Giramondo Publishing Company, Sydney.
- (2021) Last Letter to a Reader. Giramondo Publishing Company, Sydney.[10]

### 詩集
- (2019) Green Shadows and Other Poems. Giramondo Publishing Company, Sydney.

### 回顧録
- (2015) Something for the Pain: A Memoir of the Turf. Text Publishing, Melbourne.

## 参考資料
- Stinson, Emmett (2023). Murnane. MiegunyahPress. ISBN 978-0-522-87946-9

- Reading Gerald Murnane, at CONTEXT
- Is the Next Nobel Laureate in Literature Tending Bar in a Dusty Australian Town?, profile, 27 March 2018
- A lifetime journey into the geographies of the soul, interview, 14 November 2009.
- A world of his own, interview, 3 October 2009.
- The literary life of Gerald Murnane, 18 February 2008.
- A detrimental education, 30 June 2007.
- Speech at Monash University Archived 9 October 2010 at the Wayback Machine., 27 July 2006.
- An obsessive imagination, interview, 15 October 2005.
- When the mice failed to arrive, story.
- 2009 ABC interview about Murnane's Barley Patch.
- Biography at Golvan Arts website, Murnane's literary agent.
- Words in Order, album.